# Nissan Navara
Nissan Navara er en terrængående pickup fremstillet af den japanske Nissan-producent siden 1986. Hidtil har fire generationer lykkedes at bringe det samlede antal køretøjer solgt til mere end 4 millioner. Den markedsføres i mere end 180 lande. Disse fire generationer har to mulige variationer: enkelt- eller dobbeltkabine. Navnet på køretøjet kommer fra den nordspanske region Navarra.
På det amerikanske kontinent og i Japan markedsføres Navara under navnet "Nissan Frontier". Den har forskellige motorer og en udvidet akselafstand (med et længere lad).